# Сарайкін Віктор Вікторович
Ві́ктор Ві́кторович Сара́йкін (рос. Ви́ктор Ви́кторович Сара́йкин; 6 квітня 1959, Магнітогорськ, Челябінська область, Російська РФСР) — український актор. Заслужений артист Росії (2004), заслужений артист України (1995), народний артист України (2006). Член Національної спілки кінематографістів України.

## Життєпис
По закінченні у 1980 році Державного інституту театрального мистецтва імені О. Луначарського (ГІТІС) отримав запрошення у Театр на Малій Бронній, проте, через відсутність московської прописки, затримався там лише на 5 днів. Після цього разом з дружиною переїздить до Києва. На запрошення П. С. Морозенка стає актором Театру драми і комедії на лівому березі Дніпра. Через деякий час призваний до лав ЗС СРСР. Військову службу проходив у залізничних військах на будівництві БАМу. По закінченні військової служби повернувся до Театру на лівому березі Дніпра.
На початку 1990-х років з'являється на кіноекранах країни, зігравши ролі у кількох фільмах.
У 1995 році разом з дружиною переходить до Національного академічного театру російської драми ім. Лесі Українки (нині Національний академічний драматичний театр імені Лесі Українки), актором якого є донині.

## Фільмографія
- 1981 «Останній гейм» — Ігор Балагура
- 1990 «Ха-бі-аси»
- 1991 «Афганець» — Степан
- 1991 «Жінка для всіх»
- 1992 «Для домашнього огнища»
- 1993 «Злочин з багатьма невідомими»
- 1993 «Трамвай удачі»
- 1994 «Кілька любовних історій»
- 1996 Операція «Контракт»
- 1998 «Посмішка звіра»
- 1999 «Як гартувалась сталь» (Китай — Київська кіностудія ім. О. Довженка),
- 1999 «День народження Буржуя»,
- 2001 «Слід перевертня»
- 2001 «День народження Буржуя-2»
- 2006 Таємниця «Святого Патрика»
- 2007 «Ліквідація» — новий водій Гоцмана
- 2008 «Катарсис»
- 2008 «Зачароване кохання» - Семен
- 2008 «Ілюзія страху»
- 2009 «Чужі душі»
- 2009 «Крапля світла»
- 2013 «Метелики» — Петров, полковник
- 2015 «Слуга народу»
- 2015 «Жар» (к/м)
- 2016 «Родичі»
- 2016 «Нитки долі»
- 2016 «Майор і магія» — мер міста
- 2017 «Субота» — батько Оленки
- 2017 «Слуга народу 2»
- 2021 «Невірна»

Також знявся у серіалі про катастрофу на Чорнобильській АЕС «Чорна квітка» (2016).